# Ставропольське калмицьке військо

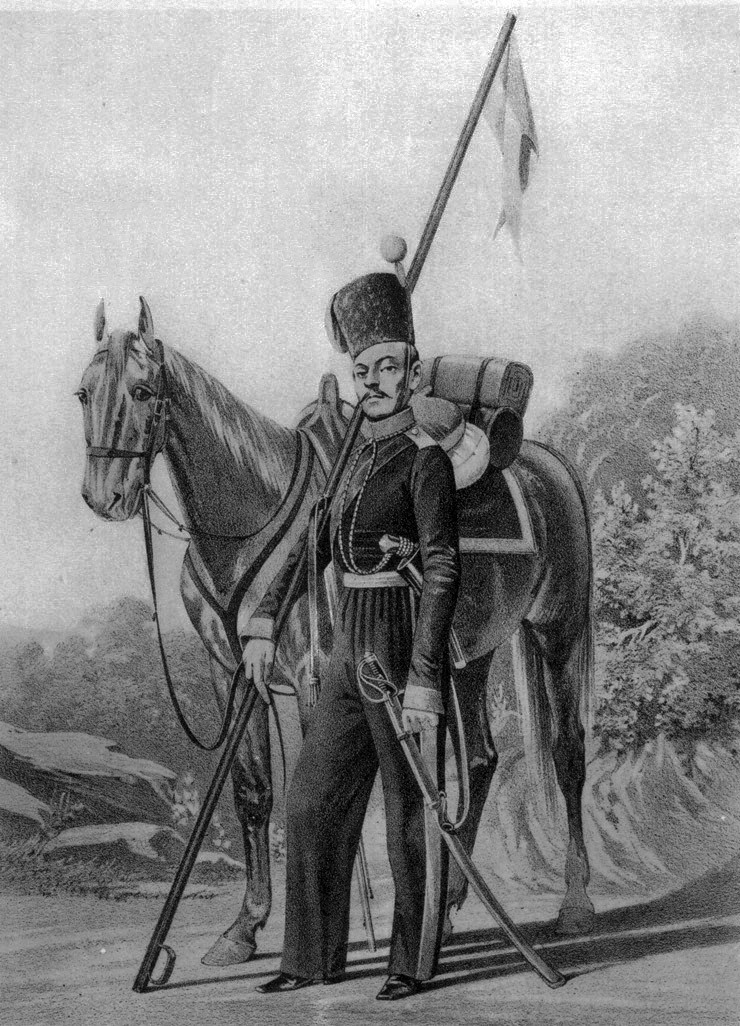
Козак Ставропольського Калмицького війська. 1829—1838 рр.

Ставропольське калмицьке військо — військово-адміністративна одиниця, чинна в Російській імперії з 1739 по 1842 рік.

## Історія
У 1739 році для правительки хрещених калмиків княгині Анни Тайшиної, поблизу Волги, в урочищі Куней Волоші була збудована фортеця Ставрополь. Хрещені калмики, які жили поблизу цієї фортеці, склали Ставропольське калмицьке військо, поділене в 1745 на 5 рот.
У 1756 році війську був наданий військовий прапор з виглядом Ставрополя і написом Ставрополь і п'ять сотених значків.
У 1760 році до війська були зараховані вихідці з киргиз-кайсакського полону, цзюнгарські хрещені калмики. Вони утворили ще три роти.
Ставропольське калмицьке військо брало участь у російсько-шведській війні 1788—1790 років.
У 1798 року військо було перетворено на 1 кантон, який увійшов у загальну систему управління командами оренбурзьких нерегулярних людей.
У 1803 році управління було перетворено, і склад його був визначений в один Ставропольський калмицький полк, що перебував на становищі Оренбурзького полку. Він брав участь у війні 1807 року з французами.
Під час Вітчизняної війни 1812 Ставропольський калмицький полк був у складі 2-ї Західної армії і брав участь у Закордонному поході 1813-14 років.
У 1842 році Ставропольське калмицьке військо було приєднане до Оренбурзького козацького війська.